# Hyrup (Sydslesvig)
 For alternative betydninger, se Hyrup. (Se også artikler, som begynder med Hyrup)
Hyrup (dansk) eller Hürup (tysk) er en landsby og kommune i det nordlige Tyskland under Slesvig-Flensborg kreds i Slesvig-Holsten. Byen er beliggende få kilometer sydøst for Flensborg i det nordlige Angel i Sydslesvig.
Kommunen samarbejder på administrativt plan med andre kommuner i Hyrup kommunefælleskab (Amt Hürup). Den består af landsyberne Hyrup, Masbøl (Maasbüll), Rylskov (Rüllschau), Tostrup (Tastrup) og Veseby (Weseby) samt bebyggelserne Herregaardled (Herregaardlei), Hyruphede, Hyrupmølle (Hürupmühle), Hyrupmark (Hürupfeld), Hyrupskov (Hürupholz), Kilsgårde (Kielsgaard), Nykro (Neukrug), Tostrupmark (Tastrupfeld), Vesebygaard (Wesebygaard), Vesebymark (Wesebyfeld), Vesebyskjær (Wesebykjer) og en del af Vasbykro (Wattschaukrug), den tidligere kro Brettenborg og arealerne Hummelroj og Nybro. Nykro kaldtes tidligere for Kerum.
Højeste punkt i kommunen er med 71 m højde Holmbjerg ved Hyrupmølle. Vest for Hyrup by er der nogen skov (Hyrup Skov). Øst for landsbyen bugter sig Hyrup Bæk mod syd. I syd danner Kilsåen grænsen til Oksager og Freienwill kommuner.

## Historie
Hyrup blev første gang nævnt i 1352 som Hudderup. Stednavnet henviser til de mange gravhøje i området omkring Hyrup (høj bliver på angeldansk til hy-). Landsbyen Kilsgaarde er formodentlig opstået ved udstykning af en gård. Stednavnet er afledt af Kil, der også indgår i naturnavne Kilså og Kilslyk. Ordet er en sideform til Kile, det sigtes til en landstrimmel, på tre sider omgivet af eng, som bebyggelsen ligger på. Første led i stednavnet Veseby er afledt af glda. wisa for et sumpet område. På angeldansk udtales landsbyen Vøsby. Den lille bebyggelse Herregårdled har oprindelig været et ved indkørsel til herregådens (Vesebys) jord liggende ledvogterhus.
Hyrup tilhørte i den danske tid Husbyherred og Hyrup Sogn i Flensborg Amt. Den romanske Hyrup Kirke stammer fra begyndelsen af 1200-tallet. I 1970 blev nabobyen Veseby indlemmet i kommunen. I marts 2023 blev nabokommunerne Masbøl og Tostrup indlemmet.
Hyrup var stationsby på den 1938 nedlagte flensborgske kredsbane.